# لوكاس رانغيل نونيز غونسالفيس
لوكاس رانغيل نونيز غونسالفيس هو لاعب كرة قدم برازيلي في مركزي الوسط والهجوم، ولد في 29 ديسمبر 1994 في ألفورادا في البرازيل. لعب مع نادي كوكسي.

## وصلات خارجية
- لوكاس رانغيل نونيز غونسالفيس على موقع اتحاد تركيا (لاعب) (الإنجليزية)
- لوكاس رانغيل نونيز غونسالفيس على موقع قاعدة بيانات كرة القدم.إي يو (الإنجليزية)
- لوكاس رانغيل نونيز غونسالفيس على موقع Soccerway.com (الإنجليزية)
- لوكاس رانغيل نونيز غونسالفيس على موقع عالم كرة القدم.نت (الإنجليزية)